# Ivy Queen
 (juin 2022).
Ivy Queen, de son vrai nom Martha Ivelisse Pesante, (4 mars 1972 à Añasco, Porto Rico – ), est une chanteuse, rappeuse, productrice de musique et actrice portoricaine.

## Biographie
Ivy Queen naît à Añasco, à Porto Rico. Quand elle est jeune, sa famille emménage à New York, où elle est élevée. Elle ne termine pas ses études secondaires. Elle étudie ensuite la musique à la New Jersey School of Performing Arts. À son adolescence, ses parents retournent dans leur ville natale, Añasco.
À 18 ans, elle part à San Juan, où elle rencontre le rappeur et producteur DJ Negro. Il l'aide à se produire dans la boîte de nuit The Noise. Elle y interprète sa première chanson, Somos Rapperos Pero No Delincuentes (« Nous sommes rappeurs, pas délinquants »). Convaincue par DJ Negro, elle se lance en solo en 1997, et enregistre son premier album pour le label Sony Records, En Mi Imperio (« Dans mon empire »), qui se vend à plus de 100 000 copies.
Ivy Queen se rend ensuite au Panama où elle représente Porto Rico dans la « bataille du rap ». Elle fait également quelques représentations en République dominicaine, à guichets fermés, et participe au premier festival national de rap et de reggaeton. Là, elle est promue « chanteuse rap de l'année ». En 1997, elle reçoit la récompense de l'« Artiste de 97 » du magazine Artista.
En 1998, elle enregistre son deuxième album pour le label Sony, intitulé Original Rude Girl, qui comprend les tubes Interlude in the Zone, Que Sabes Tu et The King and The Queen, et qui se vend mieux que le premier.
Diva, son troisième album, sort en 2003. Les chansons sont écrites par elle et exécutées avec la participation de divers artistes. Il est sacré meilleur album de reggaeton aux Billboard Latin Awards 2005, et la chanson Dile, meilleure chanson tropicale de l'année.
Ses paroles apportent un message positif et non brutal pour sa génération et parlent de Porto Rico et de l'abus dont beaucoup de femmes souffrent.
En 2017, elle sort le single El lobo del cuento, qui figure sur l'album The Queen Is Here.

## Discographie

### Albums studio
- 1997 : En Mi Imperio
- 1999 : The Original Rude Girl
- 2003 : Diva
- 2004 : Diva Platinum Edition
- 2005 : Real
- 2007 : Sentimientos
- 2010 : Drama Queen
- 2015 : Vendetta: The Project
- 2018: The Queen Is Here

### Singles
- 1997 : Como Mujer
- 1998 : In the zone, (Avec. Wyclef Jean)
- 2003 : Yo Quiero Bailar
- 2003 : Papi te Quiero
- 2003 : Quiero Saber
- 2004 : Chica Ideal
- 2004 : Dile
- 2004 : Acércate, (Avec. Wisin & Yandel)
- 2005 : Marronero
- 2005 : Noche de entierro
- 2005 : Te He Querido,Te He Llorado
- 2006 : Lo Nuestro Se Fue, (Avec. Daddy Yankee, Wisin)
- 2007 : Que lloren
- 2007 : En Que Fallamos
- 2008 : Tuya soy
- 2008 : Menor que yo
- 2008 : Cuentale
- 2009 : Pa la cama voy
- 2009 : Dime
- 2009 : La Vida Es As
- 2010 : Amor Puro
- 2010 : Acércate, (Avec. Wisin & Yandel)
- 2015 : Imborrable, (Avec. J Alvarez)
- 2016 : Las Que Se Ponen Bien la Falda, (Avec. María José)
- 2016 : Que Se Jodan
- 2017 : Sin Mi
- 2017 : Vendetta
- 2017 : Ámame o Mátame, (Avec. Don Omar)
- 2017 :  El Lobo del Cuento
- 2017 : No Pueden Pararme
- 2018 : Por Mi
- 2018 : Inside Vendetta
- 2018 : Mi Vecina
- 2019 : Malvada
- 2019 : Pa'l Frente y Pa' Tras
- 2019 : Llego La Queen
- 2019 : The Queen Is Here
- 2019 : Y tú
- 2019 :  787
- 2020 : Un Baile Mas
- 2020 : Antídoto
- 2020 : Next
- 2020 :  Yo Perreo Sola Remix, (Avec. Bad Bunny, Nesi)
- 2021 : Leyendas, (Avec. Karol G, Wisin & Yandel, Nicky Jam, Zion, Alberto Stylee).
- 2022 : Bye Bye.
- 2025 : Casi Casi.

## Filmographie
- 2004 : The Noise Biografia
- 2004 : Ivy Queen: The Original Rude Girl
- 2004 : Reggaeton Super Videos
- 2004 : Show: Reggaeton Edition
- 2005 : Hustle Up Latino
- 2005 : The Roof on the Road: Dallas
- 2005 : Smoking Reggaeton Hits
- 2005 : Reggaeton Mega Mix Video
- 2005 : Solo Under: Vol. 1
- 2006 : Hustle Up DVD Magazine Latino: Primera Edicion
- 2008 : RKM & Ken-Y: Romantico 360 Degrees: Live from Puerto Rico